# Saint-Cirgues-sur-Couze
Saint-Cirgues-sur-Couze ist eine ehemalige französische Gemeinde mit 348 Einwohnern (Stand: 1. Januar 2022) im Département Puy-de-Dôme in der Region Auvergne-Rhône-Alpes (vor 2016 Auvergne). Sie gehörte zum Arrondissement Issoire.
Der Erlass des Präfekten vom 17. Dezember 2024 legte mit Wirkung zum 1. Januar 2025 die Eingliederung von Saint-Cirgues-sur-Couze als Commune déléguée zusammen mit der früheren Gemeinde Chidrac zur Commune nouvelle Les Deux-Rives fest.

## Geografie

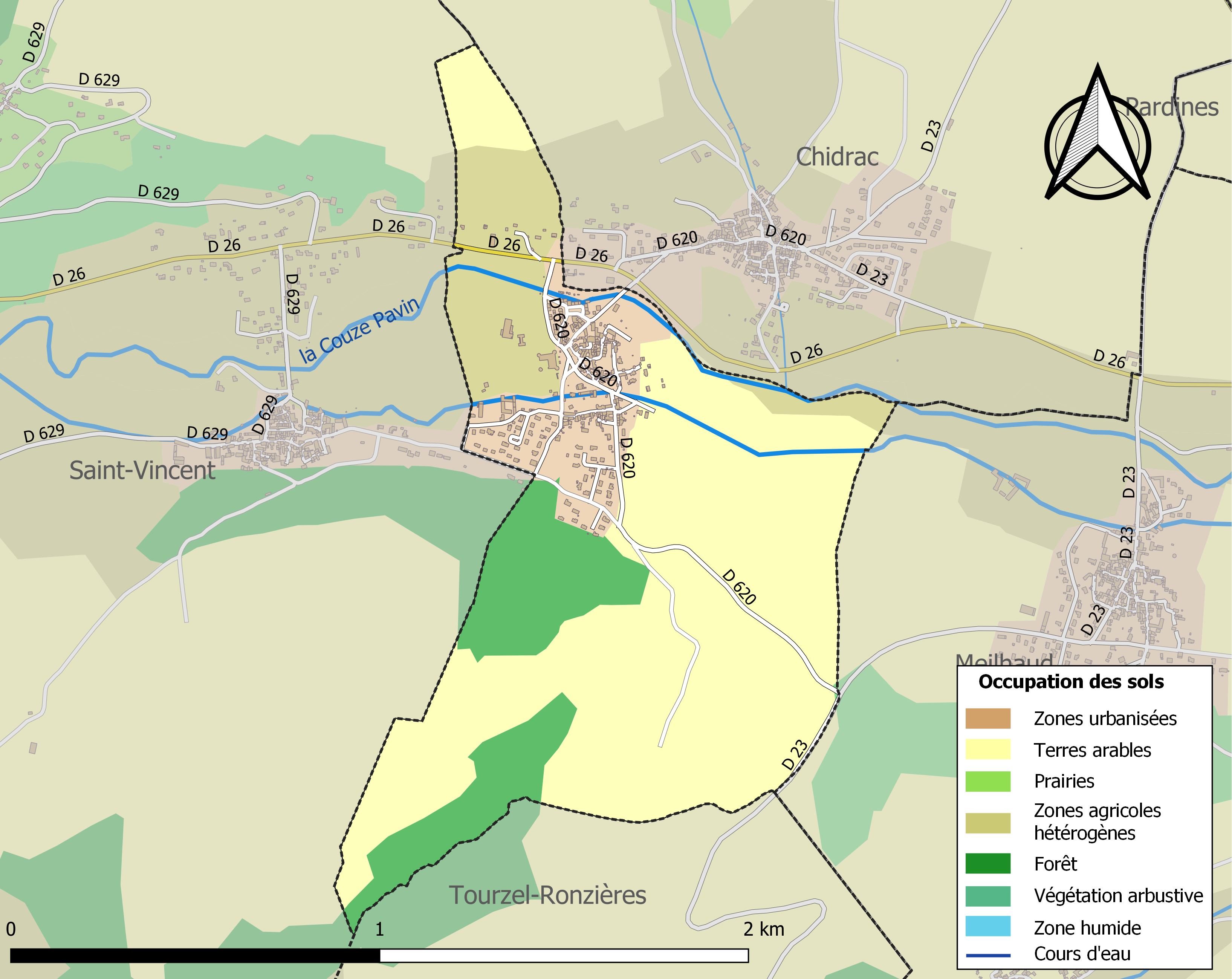
Bodennutzung, Hydrografie und Infrastruktur von Saint-Cirgues-sur-Couze (2018)

Saint-Cirgues-sur-Couze liegt etwa 29 Kilometer südsüdöstlich von Clermont-Ferrand in der Région naturelle der Limagne. Der Ort liegt im Einzugsgebiet der Loire an der Couze Pavin, die ihn im Norden begrenzt. Das Bodenrelief steigt vom Flusstal nach Südwesten hin stetig bis zu Höhen über 630 m im äußersten Südwesten an. Das Zentrum liegt etwa erhöht zur Couze Pavin auf etwa 460 m, die niedrigste Erhebung des Orts wird im äußersten Südosten beim Austritt der Couze Pavin aus dem Ortsgebiet gemessen.
Teile des Gebiets von Saint-Cirgues-sur-Couzegehören zum Natura-2000-Schutzgebiet „Pays des Couzes“ (FR8312011) und zu den ZNIEFF-Naturzonen „Coteaux de Limagne occidentale“ (830007460), „Environs de Chidrac“ (830020493) und „Pays coupés“ (830020589).
Rund 74 % der Fläche von Saint-Cirgues-sur-Couze werden landwirtschaftlich, hauptsächlich als Kulturboden genutzt, rund 14 % sind bewaldet, 12 % entfallen auf bebaute Flächen (Stand: 2018).
Umgeben wird Saint-Cirgues-sur-Couze von der Commune déléguée Chidrac im Norden und Nordosten sowie von den Nachbargemeinden Meilhaud im Osten, Tourzel-Ronzières im Süden sowie Saint-Vincent im Westen.

## Bevölkerungsentwicklung
| Jahr                       | 1962 | 1968 | 1975 | 1982 | 1990 | 1999 | 2006 | 2013 | 2020 |
| -------------------------- | ---- | ---- | ---- | ---- | ---- | ---- | ---- | ---- | ---- |
| Einwohner                  | 210  | 272  | 235  | 304  | 268  | 273  | 285  | 342  | 351  |
| Quellen: Cassini und INSEE |      |      |      |      |      |      |      |      |      |

## Sehenswürdigkeiten
- Kirche Saint-Cirgues
- Schloss Saint-Cirgues aus dem 16. Jahrhundert, seit 2002 als Monument historique eingeschrieben
- Monumentalkreuz aus dem 16. Jahrhundert, seit 1886 als Monument historique klassifiziert

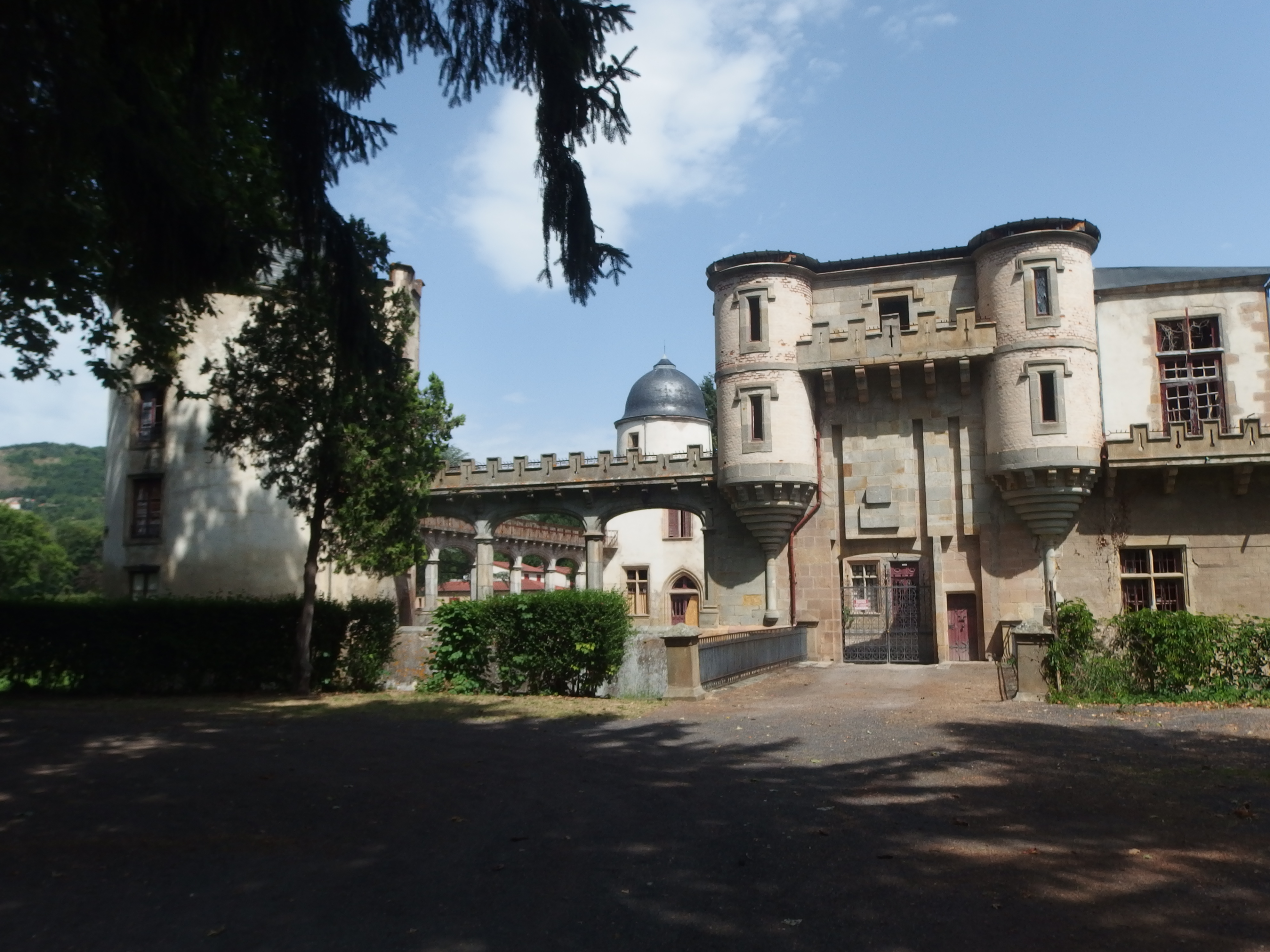
Haupteingang des Schlosses Saint-Cirgues
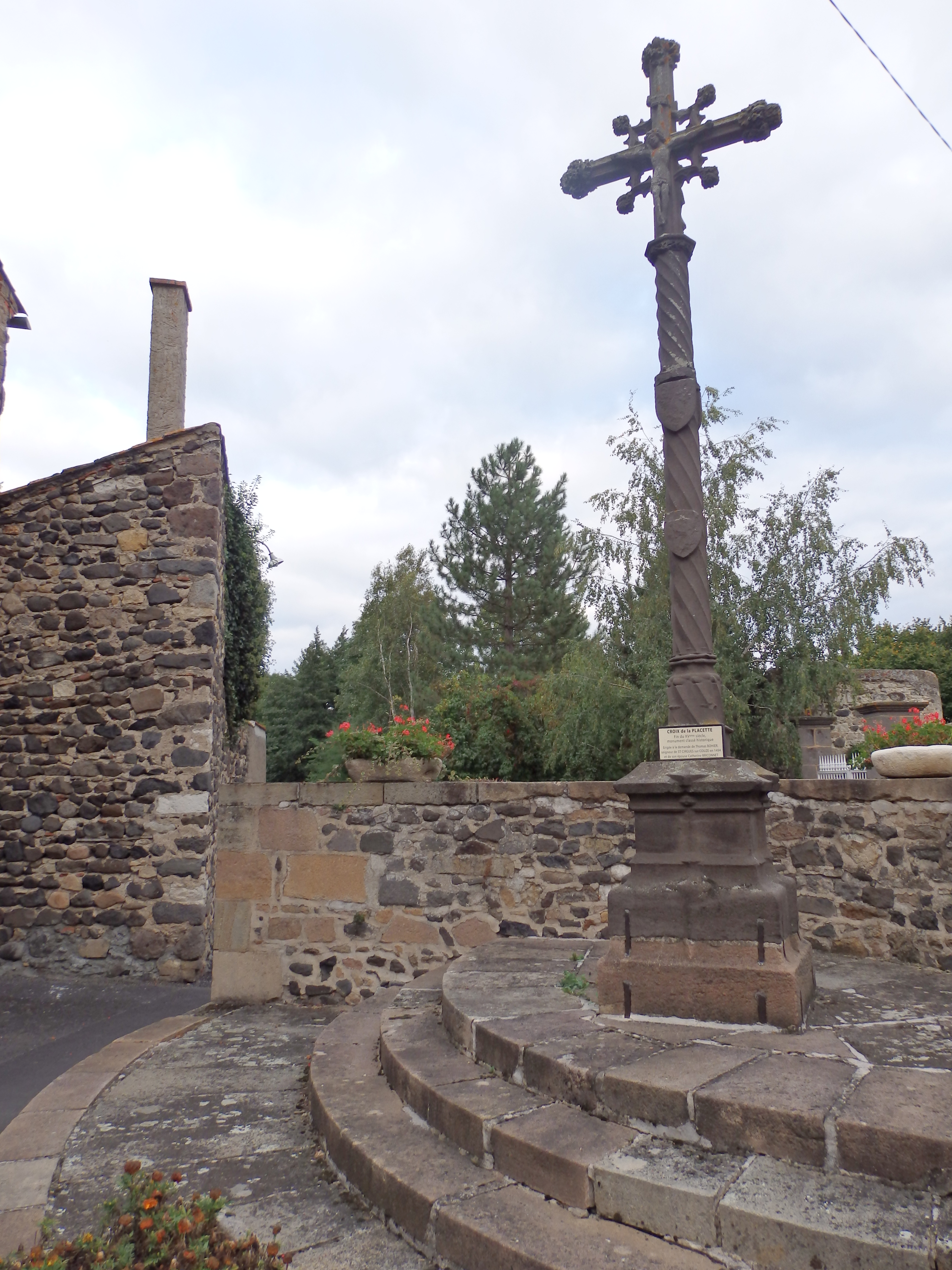
Monumentalkreuz